# 2019-es TCR Európa-kupa belga nagydíj

A verseny helyszíne, a 7,004 km hosszú Spa-i aszfaltcsík.

A 2019-es TCR Európa-kupa belga nagydíját június 7–9-e között rendezték meg a Circuit de Spa-Francorchamps aszfaltcsíkján. A versenyhétvégét közösen rendezték a TCR UK sorozattal, amelyből Lewis Kent utazott el Belgiumba. Így összesen 34 nevező szerepelt a kiírásban. Alkatrész hiány miatt a teljes fordulót kihagyta a már hockenheimi nagydíj második futamától is visszalépő Alex Morgan.

## Az időmérő edzés végeredménye
Az időmérő edzést június 8-án tartották, az első futamra a pole-pozíciót Gilles Magnus szerezte meg hazai közönség előtt a Comtoyou Racing Audijával, míg a másnapi fordított rajtrácsos második futamon Dušan Borković indulhatott az első rajtkockából az időmérőn elért 10. helyezésének köszönhetően. Az időmérő edzést két alkalommal is piros zászlóval kellett megszakítani, előbb Teddy Clairet balesete miatt, a második alkalommal, két perccel az első időmérős szakasz vége előtt pedig Josh Files törte össze a versenyautóját
| Poz. | #   | Kat. | Versenyző               | Autó                    | Csapat                   | 1. rész  | 2. rész  | Pont |
| ---- | --- | ---- | ----------------------- | ----------------------- | ------------------------ | -------- | -------- | ---- |
| 1.   | 16  | BNL  | Gilles Magnus           | Audi RS3 LMS TCR        | Comtoyou Racing          | 2:29,823 | 2:28,885 | 5    |
| 2.   | 55  | BNL  | Santiago Urrutia        | Audi RS3 LMS TCR        | Team WRT                 | 2:28,994 | 2:28,950 | 4    |
| 3.   | 88  | BNL  | Maxime Potty            | Volkswagen Golf GTi TCR | Team WRT                 | 2:29,424 | 2:29,793 | 3    |
| 4.   | 116 | BNL  | Ashley Sutton           | Volkswagen Golf GTi TCR | Team WRT                 | 2:30,026 | 2:29,829 | 2    |
| 5.   | 7   | BNL  | Aurélien Comte          | Peugeot 308 TCR         | DG Sport Compétition     | 2:29,895 | 2:29,914 | 1    |
| 6.   | 24  | BNL  | Julien Briché           | Peugeot 308 TCR         | JSB Compétition          | 2:29,933 | 2:30,021 |      |
| 7.   | 70  | BNL  | Maťo Homola             | Hyundai i30 N TCR       | Target Competition       | 2:30,507 | 2:30,234 |      |
| 8.   | 112 |      | Jimmy Clairet           | Peugeot 308 TCR         | Team Clairet Sport       | 2:30,860 | 2:30,248 |      |
| 9.   | 3   |      | Davit Kajaia            | Cupra León TCR          | PCR Sport with Georgia   | 2:30,705 | 2:30,263 |      |
| 10.  | 62  | BNL  | Dušan Borković          | Hyundai i30 N TCR       | Target Competition       | 2:30,463 | 2:30,453 |      |
| 11.  | 19  |      | Andreas Bäckman         | Hyundai i30 N TCR       | Target Competition       | 2:30,796 | 2:31,197 |      |
| 12.  | 111 |      | Teddy Clairet           | Peugeot 308 TCR         | Team Clairet Sport       | 2:30,445 | –        |      |
| 13.  | 46  |      | Olli Kangas             | Volkswagen Golf GTi TCR | WestCoast Racing         | 2:30,861 |          |      |
| 14.  | 50  | BNL  | Tom Coronel             | Honda Civic Type-R TCR  | Boutsen Ginion Racing    | 2:30,877 |          |      |
| 15.  | 45  |      | Gianni Morbidelli       | Volkswagen Golf GTi TCR | WestCoast Racing         | 2:30,883 |          |      |
| 16.  | 8   |      | Luca Engstler           | Hyundai i30 N TCR       | M1RA                     | 2:30,891 |          |      |
| 17.  | 34  |      | Stian Paulsen           | Cupra León TCR          | Stian Paulsen Racing     | 2:31,135 |          |      |
| 18.  | 123 |      | Daniel Lloyd            | Honda Civic Type-R TCR  | Brutal Fish Racing       | 2:31,262 |          |      |
| 19.  | 12  |      | Nelson Panciatici       | Hyundai i30 N TCR       | M Racing                 | 2:31,270 |          |      |
| 20.  | 99  |      | Nagy Dániel             | Hyundai i30 N TCR       | M1RA                     | 2:31,353 |          |      |
| 21.  | 25  |      | Natan Bihel             | Hyundai i30 N TCR       | M Racing                 | 2:31,434 |          |      |
| 22.  | 27  |      | John Filippi            | Renault Mégane RS TCR   | Vuković Motorsport       | 2:31,518 |          |      |
| 23.  | 26  |      | Jessica Bäckman         | Hyundai i30 N TCR       | Target Competition       | 2:31,956 |          |      |
| 24.  | 30  |      | Luca Filippi            | Hyundai i30 N TCR       | BRC Racing Team          | 2:32,392 |          |      |
| 25.  | 23  |      | Tenke Tamás             | Cupra León TCR          | Zengő Motorsport         | 2:32.480 |          |      |
| 26.  | 14  |      | Klim Gavrilov           | Audi RS3 LMS TCR        | VRC Team                 | 2:32,535 |          |      |
| 27.  | 96  |      | Abdulla Ali Al-Khelaifi | Cupra León TCR          | QMMF Racing by PCR Sport | 2:34,707 |          |      |
| 28.  | 17  |      | Martin Ryba             | Honda Civic Type-R TCR  | Brutal Fish Racing       | 2:35,410 |          |      |
| 29.  | 21  | BNL  | Marie Baus-Coppens      | Cupra León TCR          | JSB Compétition          | 2:35,426 |          |      |
| 30.  | 38  | UK   | Lewis Kent              | Hyundai i30 N TCR       | Essex & Kent Motorsport  | 2:37,195 |          |      |
| 31.  | 81  |      | Stéphane Ventanja       | Peugeot 308 TCR         | Team Clairet Sport       | 2:37,453 |          |      |
| 32.  | 44  | BNL  | Lilou Wadoux            | Peugeot 308 TCR         | JSB Compétition          | 2:41,704 |          |      |
| 33.  | 9   | BNL  | Josh Files              | Hyundai i30 N TCR       | Target Competition       | 2:43,094 |          |      |
| 34.  | 10  |      | Viktor Davidovski       | Honda Civic Type-R TCR  | PSS Racing               | 5:08,651 |          |      |

- BNL - A TCR BeNeLux sorozat résztvevői.
- UK - A TCR UK résztvevői.

## Az első futam végeredménye
A hétvége első versenyét június 8-án, szombaton tartották. A versenyt végül a rajtrácsról 33 autó kezdhette meg, miután a felvezető körön lefulladt Ashley Sutton autója, ami így csak a bokszutcából kezdhette meg a 23 perc plusz 1 körös távot. A rajtnál harmadik rajtkockából induló Maxime Potty is beragadt, így több pozíciót is veszített, Aurélien Comte viszont jó ütemben kapta el a piros lámpák kialvását és a La Source kanyarban harmadikként fordulhatott. Még az első körben a Kemmel-egyenes végén, majd a Les Combes-ban Comte elkezdte támadni Urrutia-t a külső ívről azonban márkatársa, Julien Briché meglökte Comte-ot hátulról, aminek következtében mindkét francia levágta a kanyart majd Briché lelassult. A mezőny közepén Olli Kangas és Teddy Clairet ütköztek össze, ami miatt biztonsági autós fázis következett. A táv fele volt még hátra amikor a biztonsági autó elhagyta a pályát a műszaki mentést követően, ekkora a verseny újraindítását követően Santiago Urrutia megpróbálta megelőzni Gilles Magnust, azonban elmérte a féktávot így végül nem sikerült az élen maradnia. Az utolsó körben a Stavelot-kanyarban Maxime Potty előzte Aurélien Comte-ot, míg a mezőny végén a katari Abdulla Ali-Al Khelaifi csúszott ki a pályára, majd amikor visszatért felöklelte Lilou Wadoux Peugeot-ját, ami ezt követően háromszor is átfordult tengelye körül, majd a kavicságyban a feje tetejére borulva állt meg, mindkét versenyző kiesett, az eset következtében az ütközés elkerülése érdekében Martin Rybának is el kellett hagynia a pályát. A futamot végül az első rajtkockából induló Gilles Magnus nyerte, mellé a dobogóra a Team WRT két versenyzője Santiago Urrutia és Maxime Potty állhatott fel.
| Poz. | #   | Kat. | Versenyző               | Autó                    | Csapat                   | Futott kör | Idő/kiesés oka   | Rajthely | Pont |
| ---- | --- | ---- | ----------------------- | ----------------------- | ------------------------ | ---------- | ---------------- | -------- | ---- |
| 1.   | 16  | BNL  | Gilles Magnus           | Audi RS3 LMS TCR        | Comtoyou Racing          | 9          | 27:11,166        | 1        | 40   |
| 2.   | 55  | BNL  | Santiago Urrutia        | Audi RS3 LMS TCR        | Team WRT                 | 9          | +1,551           | 2        | 35   |
| 3.   | 88  | BNL  | Maxime Potty            | Volkswagen Golf GTi TCR | Team WRT                 | 9          | +6,708           | 3        | 30   |
| 4.   | 7   | BNL  | Aurélien Comte          | Peugeot 308 TCR         | DG Sport Compétition     | 9          | +6,757           | 5        | 27   |
| 5.   | 112 |      | Jimmy Clairet           | Peugeot 308 TCR         | Team Clairet Sport       | 9          | +7,350           | 8        | 24   |
| 6.   | 3   |      | Davit Kajaia            | Cupra León TCR          | PCR Sport with Georgia   | 9          | +11,728          | 9        | 21   |
| 7.   | 70  | BNL  | Maťo Homola             | Hyundai i30 N TCR       | Target Competition       | 9          | +14,393          | 7        | 18   |
| 8.   | 34  |      | Stian Paulsen           | Cupra León TCR          | Stian Paulsen Racing     | 9          | +14,749          | 17       | 15   |
| 9.   | 8   |      | Luca Engstler           | Hyundai i30 N TCR       | M1RA                     | 9          | +16,623          | 16       | 13   |
| 10.  | 50  | BNL  | Tom Coronel             | Honda Civic Type-R TCR  | Boutsen Ginion Racing    | 9          | +16,938          | 14       | 11   |
| 11.  | 123 |      | Daniel Lloyd            | Honda Civic Type-R TCR  | Brutal Fish Racing       | 9          | +17,674          | 18       | 9    |
| 12.  | 62  | BNL  | Dušan Borković          | Hyundai i30 N TCR       | Target Competition       | 9          | +18,671          | 10       | 7    |
| 13.  | 19  |      | Andreas Bäckman         | Hyundai i30 N TCR       | Target Competition       | 9          | +19,605          | 11       | 5    |
| 14.  | 45  |      | Gianni Morbidelli       | Volkswagen Golf GTi TCR | WestCoast Racing         | 9          | +20,485          | 15       | 3    |
| 15.  | 30  |      | Luca Filippi            | Hyundai i30 N TCR       | BRC Racing Team          | 9          | +20,736          | 24       | 1    |
| 16.  | 12  |      | Nelson Panciatici       | Hyundai i30 N TCR       | M Racing                 | 9          | +23,761          | 19       |      |
| 17.  | 99  |      | Nagy Dániel             | Hyundai i30 N TCR       | M1RA                     | 9          | +26,909          | 20       |      |
| 18.  | 25  |      | Natan Bihel             | Hyundai i30 N TCR       | M Racing                 | 9          | +27,282          | 21       |      |
| 19.  | 116 | BNL  | Ashley Sutton           | Volkswagen Golf GTi TCR | Team WRT                 | 9          | +29,344          | 4        |      |
| 20.  | 14  |      | Klim Gavrilov           | Audi RS3 LMS TCR        | VRC Team                 | 9          | +30,597          | 26       |      |
| 21.  | 23  |      | Tenke Tamás             | Cupra León TCR          | Zengő Motorsport         | 9          | +32,356          | 25       |      |
| 22.  | 27  |      | John Filippi            | Renault Mégane RS TCR   | Vuković Motorsport       | 9          | +32,569          | 22       |      |
| 23.  | 26  |      | Jessica Bäckman         | Hyundai i30 N TCR       | Target Competition       | 9          | +32,821          | 23       |      |
| 24.  | 10  |      | Viktor Davidovski       | Honda Civic Type-R TCR  | PSS Racing               | 9          | +41,368          | 34       |      |
| 25.  | 38  | UK   | Lewis Kent              | Hyundai i30 N TCR       | Essex & Kent Motorsport  | 9          | +42,539          | 30       |      |
| 26.  | 17  |      | Martin Ryba             | Honda Civic Type-R TCR  | Brutal Fish Racing       | 9          | +45,357          | 28       |      |
| 27.  | 81  |      | Stéphane Ventanja       | Peugeot 308 TCR         | Team Clairet Sport       | 9          | +1:03,158        | 31       |      |
| 28.  | 44  | BNL  | Lilou Wadoux            | Peugeot 308 TCR         | JSB Compétition          | 8          | +1 kör (Ütközés) | 32       |      |
| 29.  | 96  |      | Abdulla Ali Al-Khelaifi | Cupra León TCR          | QMMF Racing by PCR Sport | 8          | +1 kör (Ütközés) | 27       |      |
| Ki   | 24  | BNL  | Julien Briché           | Peugeot 308 TCR         | JSB Compétition          | 5          |                  | 6        |      |
| Ki   | 21  | BNL  | Marie Baus-Coppens      | Cupra León TCR          | JSB Compétition          | 4          |                  | 29       |      |
| Ki   | 9   | BNL  | Josh Files              | Hyundai i30 N TCR       | Target Competition       | 4          |                  | 33       |      |
| Ki   | 111 |      | Teddy Clairet           | Peugeot 308 TCR         | Team Clairet Sport       | 0          | Ütközés          | 12       |      |
| Ki   | 46  |      | Olli Kangas             | Volkswagen Golf GTi TCR | WestCoast Racing         | 0          | Ütközés          | 13       |      |

- BNL - A TCR BeNeLux sorozat résztvevői.
- UK - A TCR UK résztvevői.

## A második futam végeredménye
A második, fordított rajtrácsos versenyt  június 9-én vasárnap rendezték meg, az első rajtkockából Dušan Borković indulhatott. A rajtnál a második rajtkockában lévő Davit Kajaia nem tudta elkezdeni a futamot a lámpák kialvását követően, miután a rajtrácson ragadt, az első körben kiesett még Nagy Dániel is, aki a gumifalba csapódott. A harmadik körben az Eau Rouge kanyarkombinációt megelőző egyenesben a szalagkorlátnak csapódott Natan Bihel is, ami miatt a biztonsági autót a pályára kellett hívni, Bihelhez pedig kiküldték az orvosi autót is, a versenyző nem sérült meg.  A biztonsági autós fázist követően komoly csatát vívott az élen álló Dušan Borković és Jimmy Clairet, akik a 6. körben ütköztek, és végül a szerb kiesett. A 7. körben Aurélien Comte megpróbálta megelőzni Ashley Suttont, egy pillanatra előtte is volt, de a két autó összeért amivel előbb Sutton szerezte vissza a negyedik pozícióját, majd kettejük párharcát kihasználva Andreas Bäckman előzte meg mindkét riválisát egyszerre. Egy körrel később a mezőny közepén is nagy csaták zajlottak, amiből előbb a dán Stian Paulsen jött ki rosszul, akit Tom Coronel lökött ki a Les Combes kanyarkombinációban, majd néhány kanyarral később a két Audis is ütközött, Santiago Urrutia terelte ki a pályáról Gilles Magnust, akinek az autója karosszériája elkezdte súrolni az abroncsa felületét és lelassult és félre is húzódott. Az utolsó körre fordulva Coronel ért össze Urrutia autójával, majd az első kanyarban Gianni Morbidelli és Daniel Lloyd ütköztek, azonban mindkét versenyző folytatni tudta a versenyt, igaz több pozíciót is buktak, Coronel autójának viszont eleje alaposan megsérült így lelassult.Végül a Peugeot versenyzője Julien Briché ünnepelhetett a dobogó legfelső fokán, a második helyen szintén a francia márkát erősítő Jimmy Clairet végzett, a dobogó legkisebb fokára pedig a szlovák Homola léphetett fel, azonban a versenyt követően Clairet a Borković-csal történt ütközés miatt 30 másodperces időbüntetést kapott, ami miatt végül a 22. helyre rangsorolták.
| Poz. | #   | Kat. | Versenyző               | Autó                    | Csapat                   | Futott kör | Idő/kiesés oka   | Rajthely | Pont |
| ---- | --- | ---- | ----------------------- | ----------------------- | ------------------------ | ---------- | ---------------- | -------- | ---- |
| 1.   | 24  | BNL  | Julien Briché           | Peugeot 308 TCR         | JSB Compétition          | 9          | 28:04,461        | 5        | 40   |
| 2.   | 70  | BNL  | Maťo Homola             | Hyundai i30 N TCR       | Target Competition       | 9          | +3,051           | 4        | 35   |
| 3.   | 19  |      | Andreas Bäckman         | Hyundai i30 N TCR       | Target Competition       | 9          | +3,349           | 11       | 30   |
| 4.   | 116 | BNL  | Ashley Sutton           | Volkswagen Golf GTi TCR | Team WRT                 | 9          | +3,706           | 7        | 27   |
| 5.   | 7   | BNL  | Aurélien Comte          | Peugeot 308 TCR         | DG Sport Compétition     | 9          | +9,080           | 6        | 24   |
| 6.   | 111 |      | Teddy Clairet           | Peugeot 308 TCR         | Team Clairet Sport       | 9          | +12,893          | 12       | 21   |
| 7.   | 8   |      | Luca Engstler           | Hyundai i30 N TCR       | M1RA                     | 9          | +13,886          | 16       | 18   |
| 8.   | 30  |      | Luca Filippi            | Hyundai i30 N TCR       | BRC Racing Team          | 9          | +15,419          | 24       | 15   |
| 9.   | 46  |      | Olli Kangas             | Volkswagen Golf GTi TCR | WestCoast Racing         | 9          | +16,065          | 13       | 13   |
| 10.  | 45  |      | Gianni Morbidelli       | Volkswagen Golf GTi TCR | WestCoast Racing         | 9          | +16,192          | 15       | 11   |
| 11.  | 123 |      | Daniel Lloyd            | Honda Civic Type-R TCR  | Brutal Fish Racing       | 9          | +16,449          | 18       | 9    |
| 12.  | 23  |      | Tenke Tamás             | Cupra León TCR          | Zengő Motorsport         | 9          | +16,953          | 25       | 7    |
| 13.  | 17  |      | Martin Ryba             | Honda Civic Type-R TCR  | Brutal Fish Racing       | 9          | +19,301          | 28       | 5    |
| 14.  | 9   | BNL  | Josh Files              | Hyundai i30 N TCR       | Target Competition       | 9          | +19,696          | 32       | 3    |
| 15.  | 14  |      | Klim Gavrilov           | Audi RS3 LMS TCR        | VRC Team                 | 9          | +20,113          | 26       | 1    |
| 16.  | 26  |      | Jessica Bäckman         | Hyundai i30 N TCR       | Target Competition       | 9          | +20,614          | 23       |      |
| 17.  | 27  |      | John Filippi            | Renault Mégane RS TCR   | Vuković Motorsport       | 9          | +20,966          | 22       |      |
| 18.  | 10  |      | Viktor Davidovski       | Honda Civic Type-R TCR  | PSS Racing               | 9          | +25,317          | 33       |      |
| 19.  | 21  | BNL  | Marie Baus-Coppens      | Cupra León TCR          | JSB Compétition          | 9          | +26,254          | 28       |      |
| 20.  | 81  |      | Stéphane Ventanja       | Peugeot 308 TCR         | Team Clairet Sport       | 9          | +26,536          | 29       |      |
| 21.  | 38  | UK   | Lewis Kent              | Hyundai i30 N TCR       | Essex & Kent Motorsport  | 9          | +31,247          | 30       |      |
| 22.  | 112 |      | Jimmy Clairet           | Peugeot 308 TCR         | Team Clairet Sport       | 9          | +31,849          | 3        |      |
| 23.  | 88  | BNL  | Maxime Potty            | Volkswagen Golf GTi TCR | Team WRT                 | 9          | +33,195          | 8        |      |
| 24.  | 55  | BNL  | Santiago Urrutia        | Audi RS3 LMS TCR        | Team WRT                 | 9          | +42,115          | 9        |      |
| 25.  | 50  | BNL  | Tom Coronel             | Honda Civic Type-R TCR  | Boutsen Ginion Racing    | 9          | +1:48,315        | 14       |      |
| 26.  | 16  | BNL  | Gilles Magnus           | Audi RS3 LMS TCR        | Comtoyou Racing          | 7          | +2 kör (Ütközés) | 10       |      |
| 27.  | 34  |      | Stian Paulsen           | Cupra León TCR          | Stian Paulsen Racing     | 7          | +2 kör (Ütközés) | 17       |      |
| Ki   | 62  | BNL  | Dušan Borković          | Hyundai i30 N TCR       | Target Competition       | 6          | Ütközés          | 1        |      |
| Ki   | 12  |      | Nelson Panciatici       | Hyundai i30 N TCR       | M Racing                 | 5          |                  | 19       |      |
| Ki   | 25  |      | Natan Bihel             | Hyundai i30 N TCR       | M Racing                 | 2          | Baleset          | 21       |      |
| Ki   | 96  |      | Abdulla Ali Al-Khelaifi | Cupra León TCR          | QMMF Racing by PCR Sport | 2          | Műszaki hiba     | 27       |      |
| Ki   | 3   |      | Davit Kajaia            | Cupra León TCR          | PCR Sport with Georgia   | 0          | Műszaki hiba     | 2        |      |
| Ki   | 99  |      | Nagy Dániel             | Hyundai i30 N TCR       | M1RA                     | 0          | Baleset          | 18       |      |
| Vi   | 44  | BNL  | Lilou Wadoux            | Peugeot 308 TCR         | JSB Compétition          | 0          | Visszalépett     |          |      |

- BNL - A TCR BeNeLux sorozat résztvevői.
- UK - A TCR UK résztvevői.

## Külső hivatkozások
Az időmérő edzés hivatalos végeredménye
Az első futam rajtrácsa
Az első futam hivatalos végeredménye
A második futam rajtrácsa
A második futam hivatalos végeredménye